# Репрезентаційний полк (Польща)
Репрезентаційний полк (пол. Pułk Reprezentacyjny Wojska Polskiego) — підрозділ почесної варти Збройних сил Польщі розміру полку. Він здійснює громадські обов'язки для збройних сил та Президента Польщі на території Варшавського столичного гарнізону області і виступає як головний муштровий підрозділ війська. Він виступає під час щорічного параду до Дня незалежності на проспекті Уяздов, під час державних церемоній зустрічі у Президентському палаці та разом із іншими почесними підрозділами на церемонії до Дня незалежності. Полк описано президентом Анджеєм Дудою як одне з «найкраще відмуштрованих і організованих формувань у світі».

## Історія

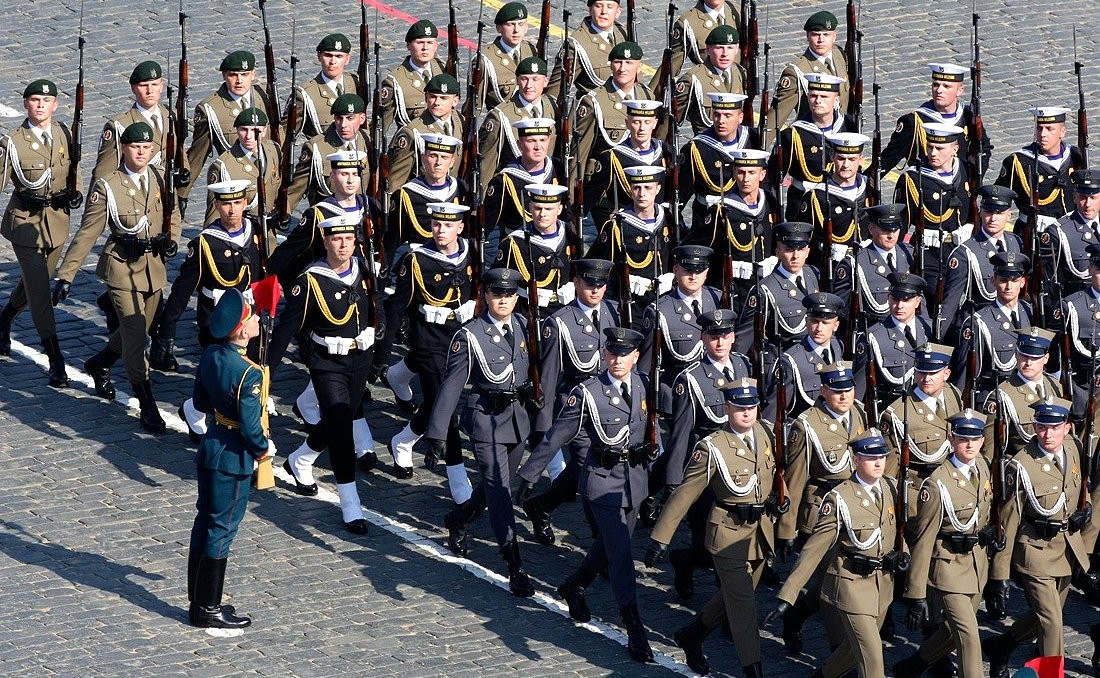
1-й гвардійський батальйон, представницький полк почесної варти під час Московський парад до дня перемоги (2010) на Красній площі.

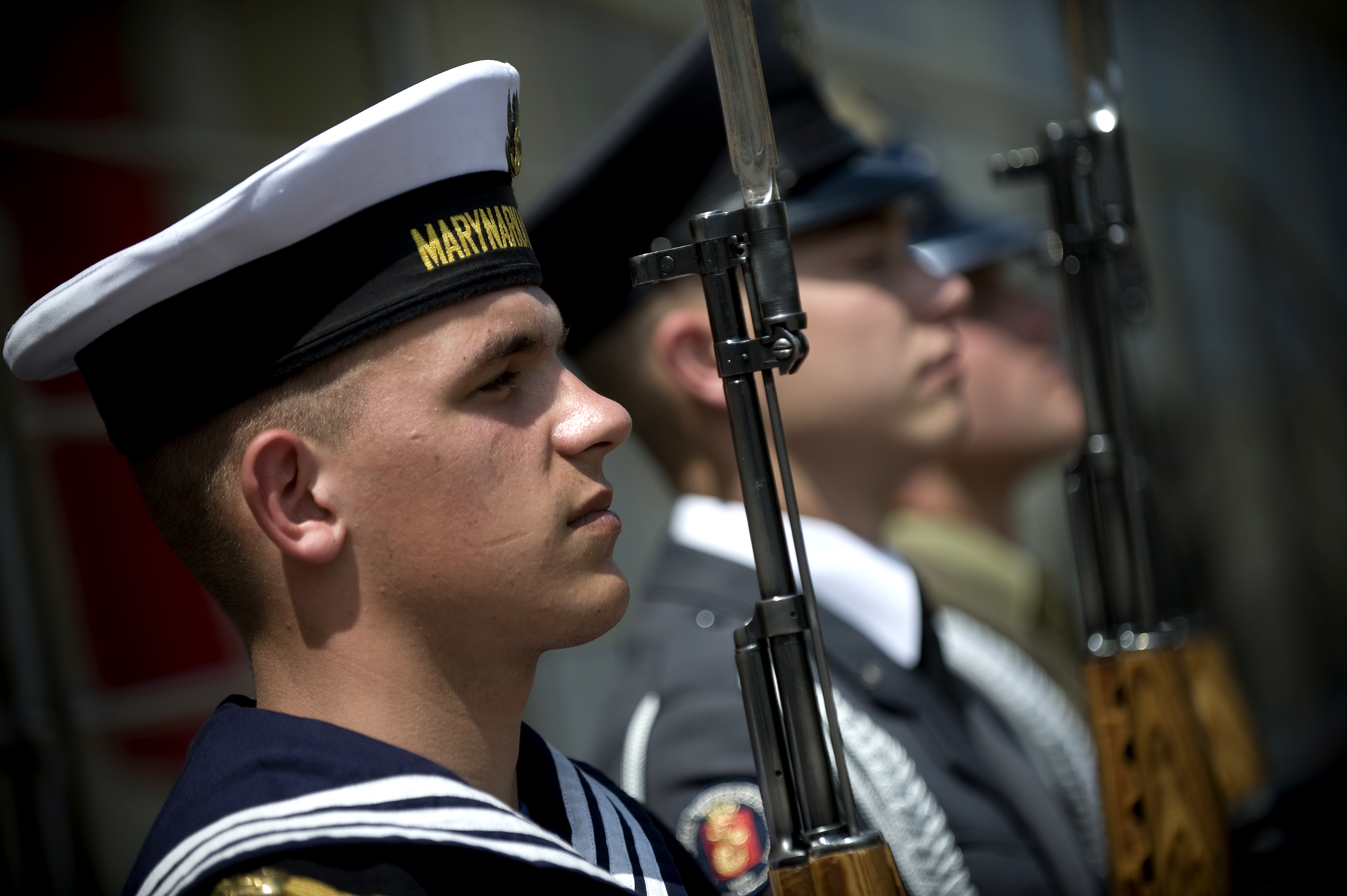
Почесна варта адмірала Майкла Маллена під час повної церемонії вручення почестей у червні 2009 року.

Перший підрозділ почесної варти незалежної Польщі був сформований у 1954 році. У 1969 році він був розділений на представницьку роту почесної варти Польської народної армії та новостворену Державну Почесну Роту. Перша рота представляла збройні сили під час державних урочистостей, а друга рота мала охороняти Могилу невідомого солдата та інші меморіальні місця в Польщі. У 1982 році солдатам почесної варти було відновлено використання польської Рогативки. Рота була розпущена в 1990 році після падіння комунізму в Польській Народній Республіці. Роту було відновлено 1 січня 1993 року в прямому підпорядкуванні начальнику Варшавського гарнізону. У 2001 році вона стала 1-ю ротою почесної варти представницького батальйону почесної варти Збройних Сил, яка діяла як самостійне об’єднане військове формування з особового складу родів військ. 31 березня 2018 року батальйон отримав статус 1-го гвардійського батальйону, репрезентативного полку почесної варти Збройних Сил після чергової реорганізації парадних частин Збройних Сил. Свій прапор полк отримав через рік на Могилі невідомого солдата від президента Анджея Дуди

## Структура
- управління/штаб
- рота обслуговування
- 1-й гвардійський батальйон 
  - штаб батальйону
  - 3 роти почесної варти видів ЗС
    - 1 рота почесної варти (Об'єднана служба президента)
    - 2 рота почесної варти
    - 3 рота почесної варти
- 2-й батальйон (формується)
- підрозділи підтрики
  - Представницький Центральний оркестр Збройних сил Польщі[en]
  - державна почесна артилерійська батарея
  - Служба безпеки
  - Президентський кінно-церемоніальний ескадрон[en]

Особовий склад цього батальйону походить з трьох основних родів військ Збройних Сил (Сухопутні війська, Військово-морські сили та Повітряні сили). Донедавна в Спеціальних військах також були представлені в полку на всіх державних заходах і навіть були присутні з цілим батальйоном на Красній площі під час Московському параді до дня перемоги в 2010 році.

## Командувачі
- підполковник Адам Вронецький (1 січня 2001 - 16 травня 2002)[13]
- підполковник Роман Янушевський (17.05.2002 – 19.11.2006)[13]
- підполковник Томаш Домініковскі (20 листопада 2006 – 31 січня 2010)[13]
- підполковник Войцех Ербель (1 лютого 2010 – 31 грудня 2013)[13]
- полковник Лешек Щесняк (1 січня 2014 р. – 18 листопада 2016 р., 31 березня 2018 р. – по теперішній час)[13]
- підполковник Влодзімєж Гроховец (19 листопада 2016 – 5 грудня 2016)[13]
- підполковник Себастьян Ціхош (6 грудня 2016 – 31 березня 2018)

## Галерея

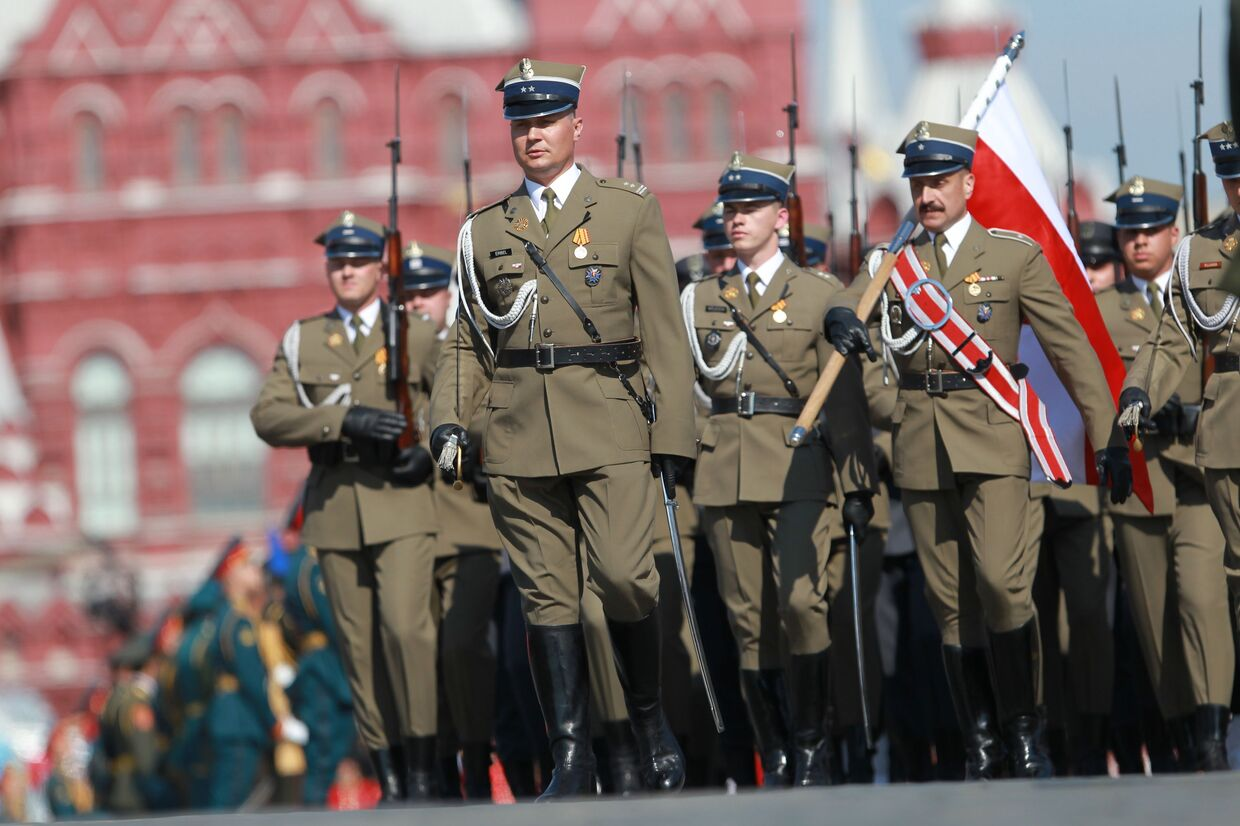
Представницька рота сухопутних військ в Москві
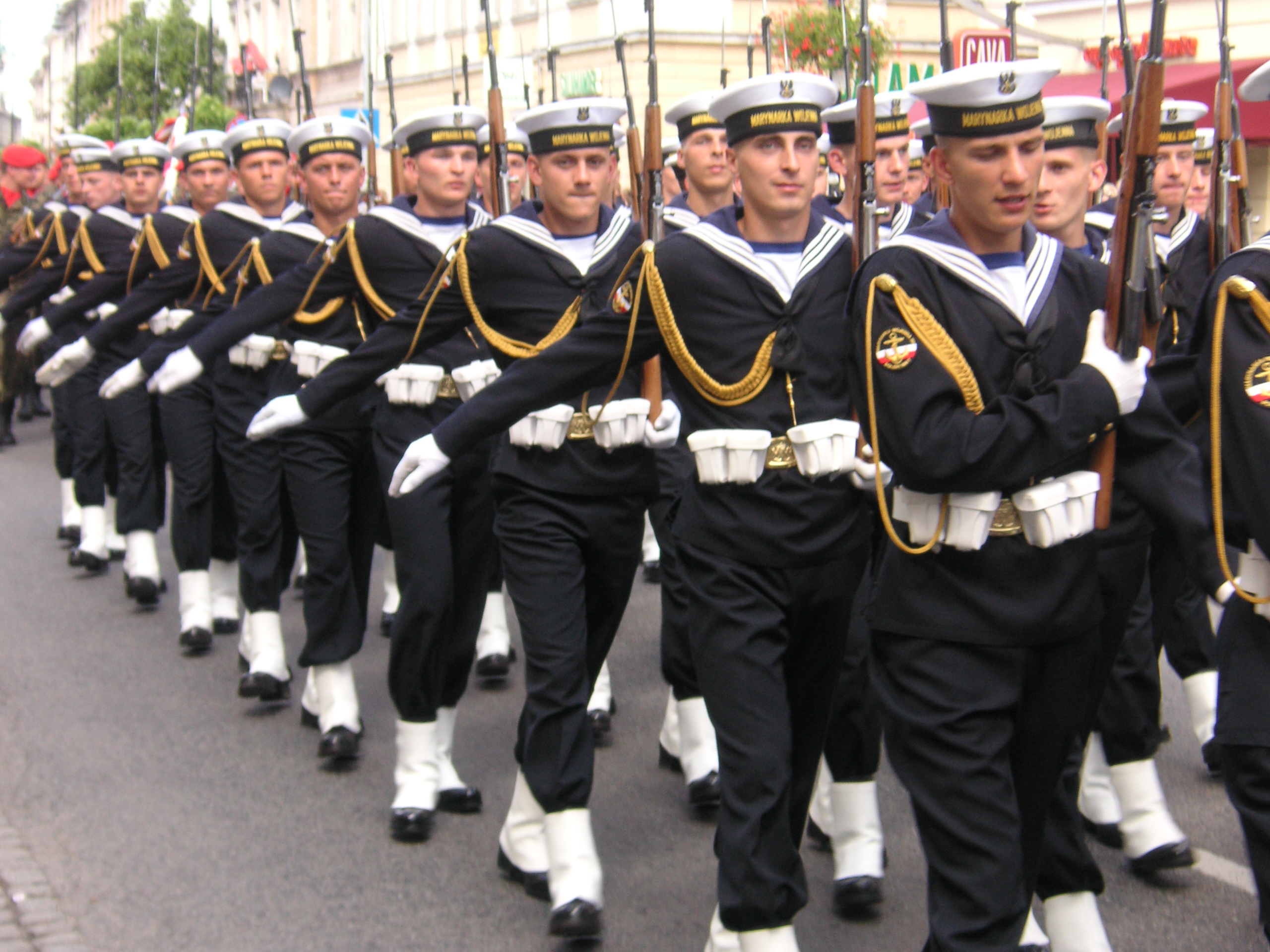
Представницька військово-морська рота
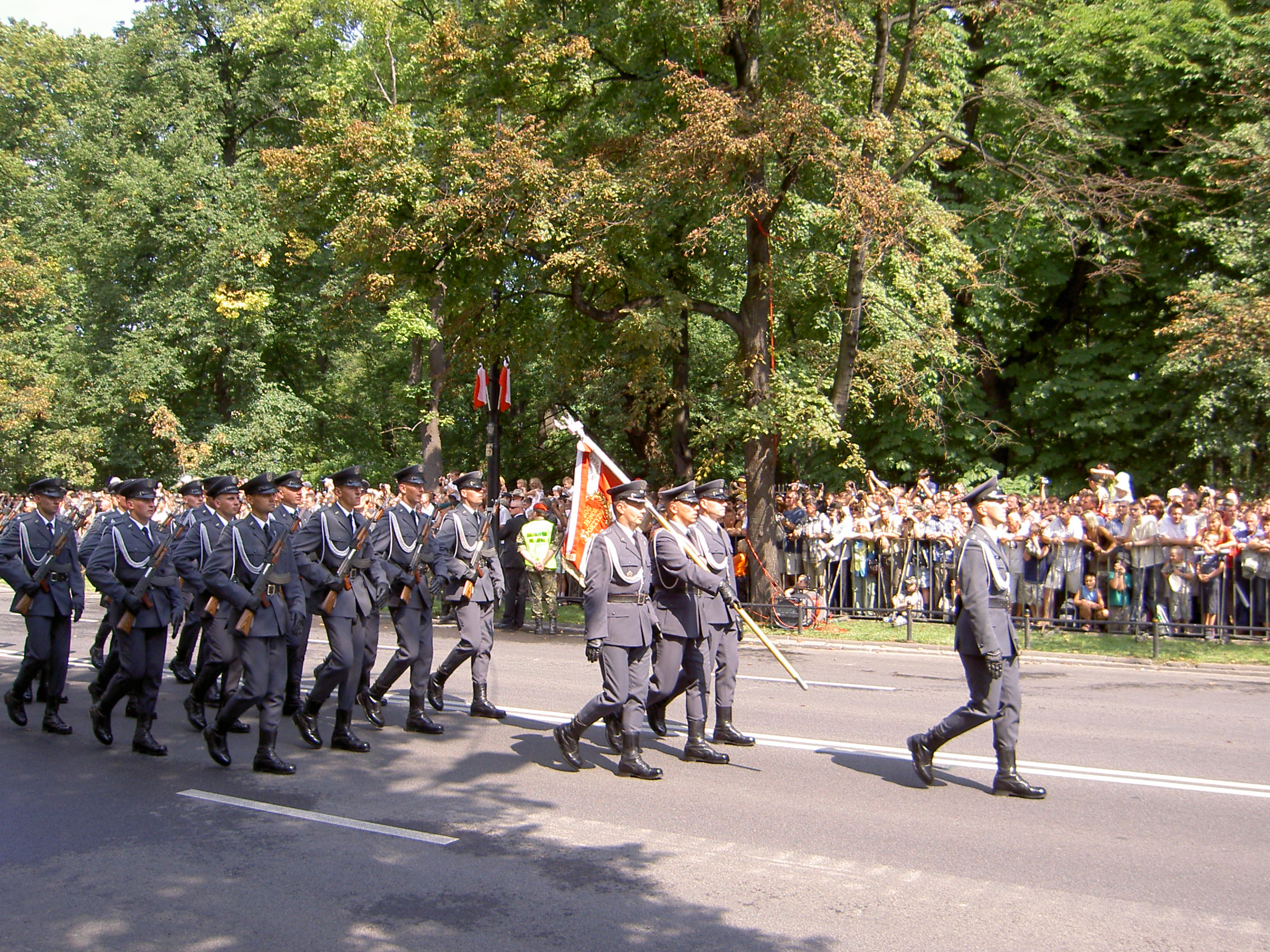
Представницька рота повітряних сил
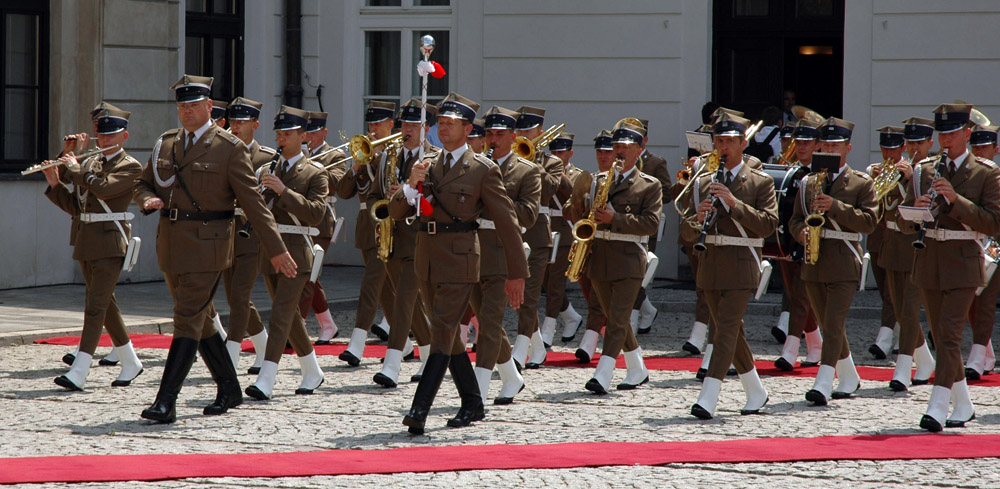
Полковий військовий оркестр
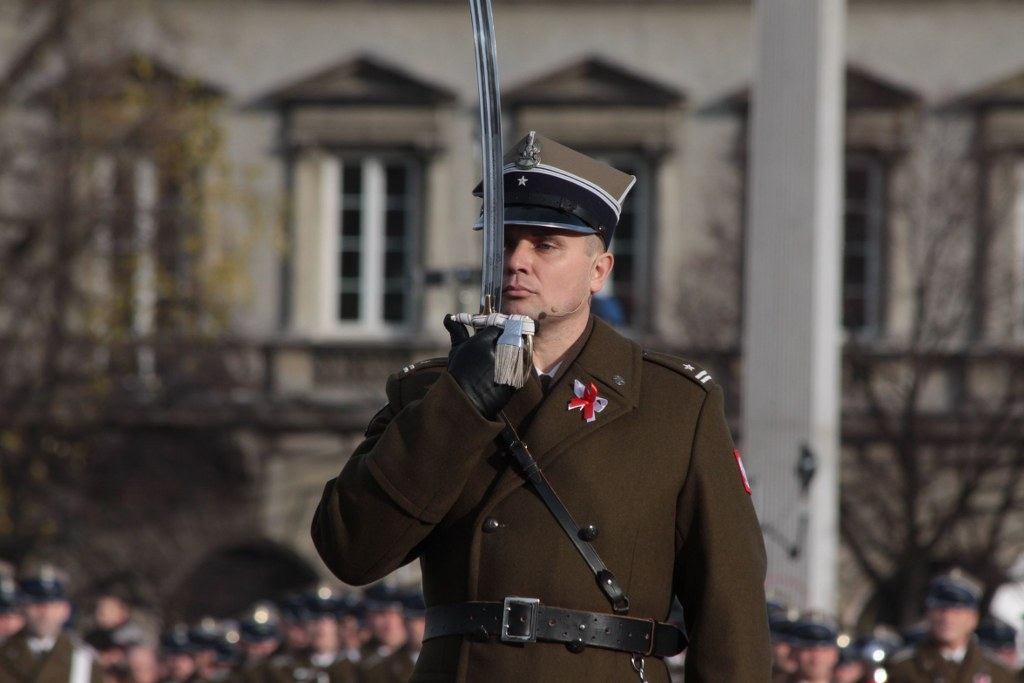
Офіцер полку, який виконує команду зброї[en].
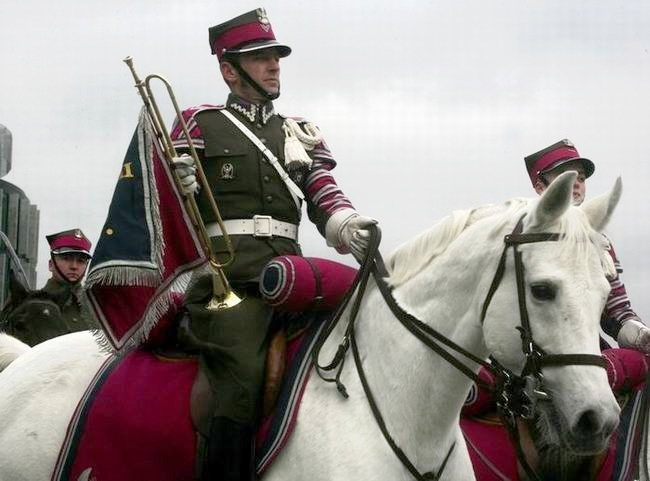
Фанфарний сурмач Президентського кінного загону
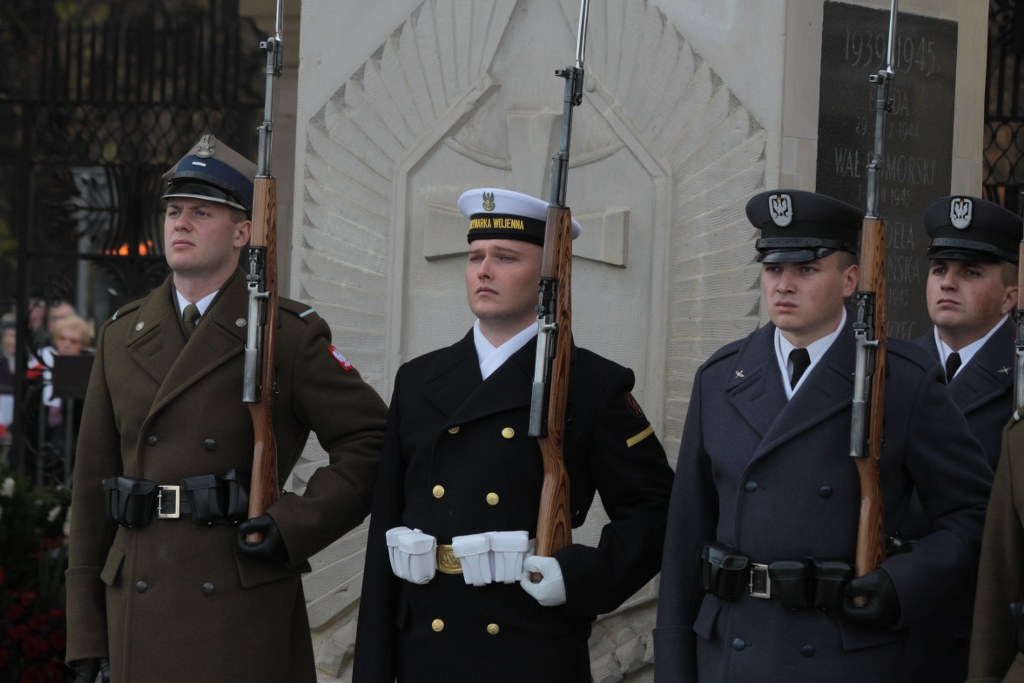
Члени батальйону, що представляють три види служби на Дні незалежності в 2012 році.
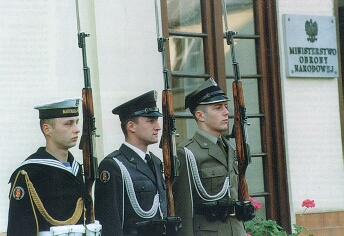
Почесна варта польських збройних сил перед Міністерством національної оборони.
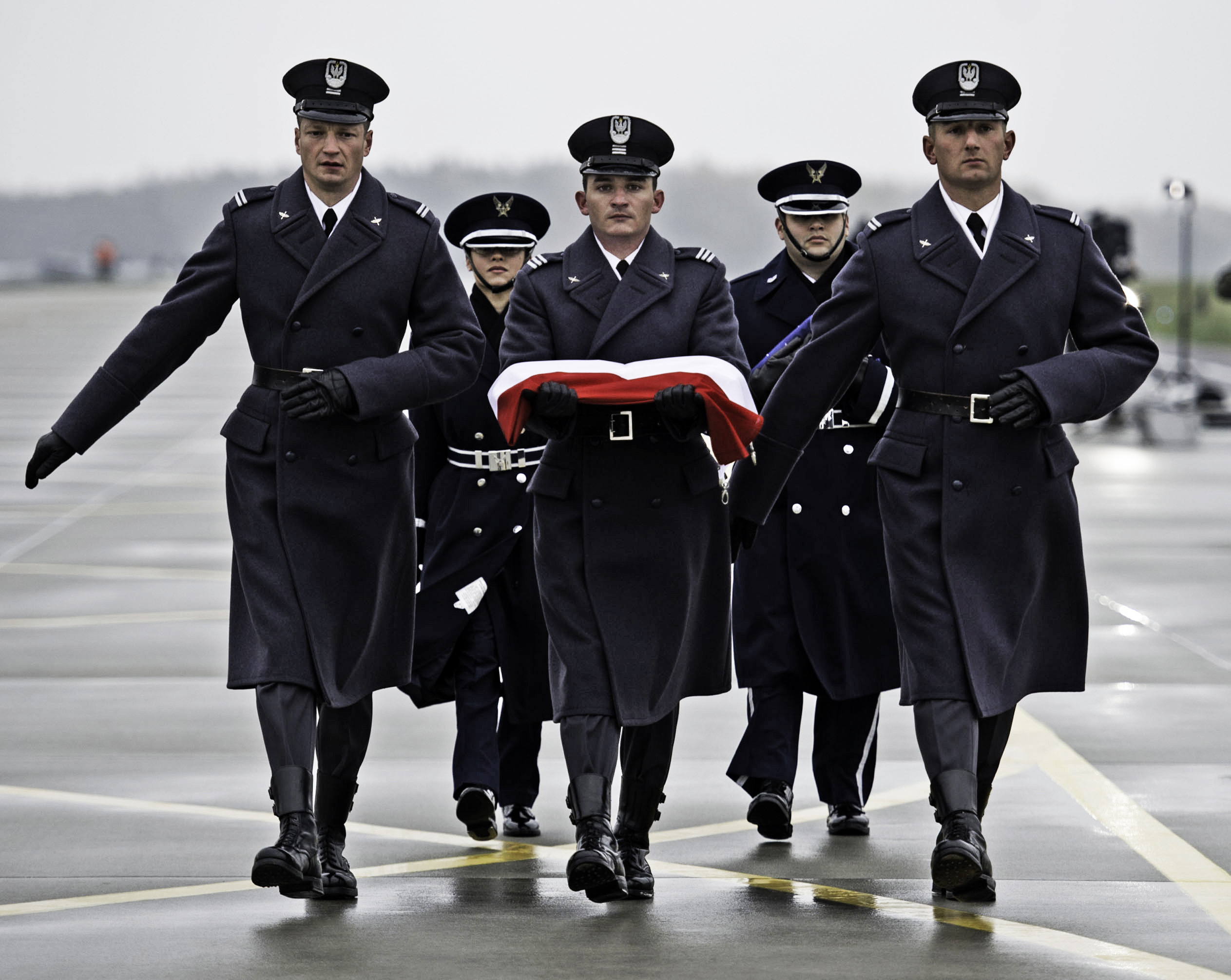
Почесна варта польських та американських ПС на Авіабазі Ласьк у центральній Польщі.
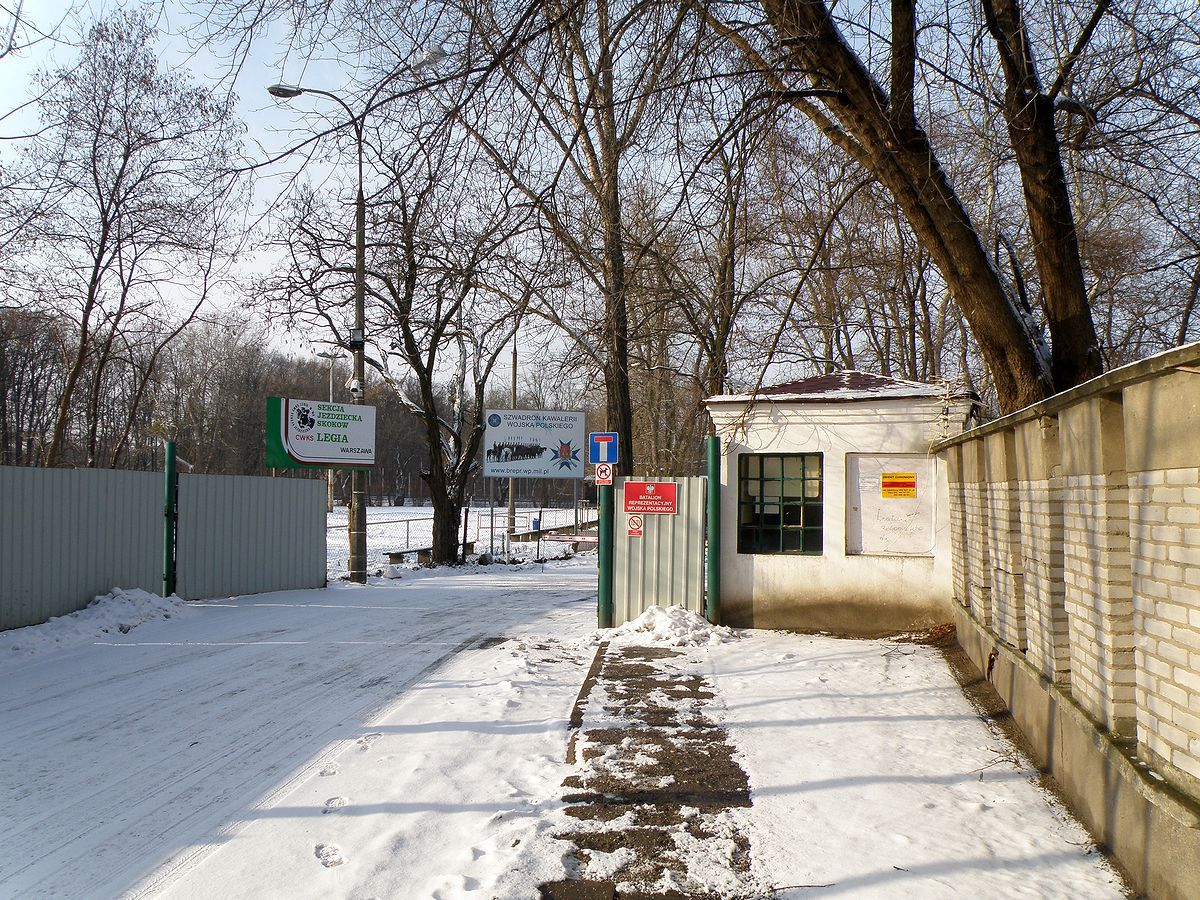
Штаб полку на вулиці Францишка Гінка в Варшаві.
- Зміна варти бійцями полку біля могили Невідомого солдата, вересень 2008 р.